# Erich Schöppner
Erich Paul Schöppner (ur. 25 czerwca 1932 w Witten, zm. 12 września 2005 w Dortmundzie) – niemiecki bokser, amatorski i zawodowy mistrz Europy, olimpijczyk. W czasie kariery amatorskiej reprezentował Republikę Federalną Niemiec.

## Kariera w boksie amatorskim
Wystąpił w wadze lekkośredniej (do 71 kg) na igrzyskach olimpijskich w 1952 w Helsinkach, gdzie wygrał jedną walkę, a w następnej, ćwierćfinałowej, został pokonany przez późniejszego srebrnego medalistę Theunisa van Schalkwyka ze Związku Południowej Afryki.
Zwyciężył w wadze półciężkiej (do 81 kg) na mistrzostwach Europy w 1955 w Berlinie Zachodnim po wygraniu m.in. z Gilbertem Chapronem z Francji w ćwierćfinale, z Júliusem Tormą z Czechosłowacji w półfinale oraz z Ulrichem Nitzschke z Niemieckiej Republiki Demokratycznej w finale.
Był mistrzem RFN w wadze lekkośredniej w 1952 i w wadze półciężkiej w 1955 oraz wicemistrzem w wadze półciężkiej w 1954.

## Kariera w boksie zawodowym
Rozpoczął zawodowe uprawianie boksu w 1956. W lutym 1958 zdobył tytuł zawodowego mistrza Niemiec w wadze półciężkiej wygrywając z Willim Hoepnerem. W kwietniu 1958 wygrał przez dyskwalifikację z Henrym Cooperem, który uderzył go w kark po komendzie „puść”. 12 grudnia tego roku został zawodowym mistrzem Europy (EBU) w kategorii półciężkiej po pokonaniu Hoepnera przez nokaut w 5. rundzie. Czterokrotnie skutecznie bronił tego tytułu. We wrześniu 1961 został równolegle mistrzem Niemiec w wadze ciężkiej. Zrezygnował z tytułu mistrza Europy w 1962. Próbował go odzyskać 23 maja 1963 w Rzymie, ale pokonał go ówczesny mistrz Giulio Rinaldi. Była to jedyna porażka Schöppnera na zawodowym ringu (5 walk zremisował). Po tej walce wystąpił tylko raz remisując w 1966 z Wilhelmem von Homburgiem.